# Võ Văn Liêm
Võ Văn Liêm (sinh 1955) là một cựu sĩ quan cao cấp của Quân đội nhân dân Việt Nam mang hàm Trung tướng. Ông nguyên là Phó Chính ủy Quân khu 9, phó chủ nhiệm Ủy ban Kiểm tra Quân ủy Trung ương (2011-2016) và là đại biểu Quốc hội Việt Nam khóa 12, thuộc đoàn đại biểu Vĩnh Long.

## Thân thế và sự nghiệp
Ông sinh ngày 10 tháng 12 năm 1955, quê tại xã Song Thuận, huyện Châu Thành, tỉnh Mỹ Tho (nay là tỉnh Tiền Giang). Trước đó ông từng là Cục trưởng Cục Chính trị, Quân khu 9.
Năm 2007, ông là Phó Chính ủy Quân khu 9 Năm 2011, ông được bổ nhiệm giữ chức Phó Chủ nhiệm Ủy ban Kiểm tra Quân ủy Trung ương. Năm 2016, ông nghỉ hưu theo chế độ.
Ông được phong hàm Thiếu tướng vào năm 2007 và mang hàm Trung tướng vào năm 2011.

## Bê bối

### Sự việc với cảnh sát giao thông năm 2017
Ngày 14 tháng 7 năm 2017, công an giao thông thành phố Cần Thơ chặn xe chở ông Võ Văn Liêm với lý do vi phạm tốc độ, tuy nhiên ông Liêm không chấp nhận và tranh cãi, thậm chí thoá mạ, chửi bới viên cảnh sát, thậm chí còn đòi đuổi việc cả viên cảnh sát lẫn cấp trên của anh ta. Vụ việc được biết đến khi có người tung video quay lại cảnh này lên mạng. Các quan sát viên Lê Sỹ Dũng và Lê Đăng Doanh bình luận rằng đây là một sự việc bộc lộ sự tha hóa của quyền lực và là sự phân biệt đối xử giữa người có quyền lực và dân thường.